# Emozioni (Paola & Chiara)
Emozioni è un singolo del duo musicale italiano Paola & Chiara, pubblicato l'11 settembre 2009.

## Descrizione
Il brano fu originariamente composto come sigla per una trasmissione di Raffaella Carrà che tuttavia non venne mai realizzata. Pertanto il brano restò nelle mani delle Iezzi finché in seguito alla vincita nel 2009 del sondaggio su TV Sorrisi e Canzoni sul tormentone maggiore dell'estate degli ultimi vent'anni con la loro Vamos a bailar (Esta vida nueva) decisero di lanciarlo come singolo per ringraziare i loro fan.

## Pubblicazione
Il singolo è stato pubblicato per il solo download digitale con l'aggiunta di alcuni remix della canzone, la versione in lingua spagnola e un medley di canzoni di Michael Jackson, quest'ultimo sostituito dopo circa una settimana dalla versione in spanglish del brano, dal titolo Can You Feel It (mi corazon). Quest'ultimo brano è stato in seguito pubblicato a parte, con altri remix.

## Tracce
Emozioni
1. Emozioni (Radio Edit) – 3:16
2. Emozioni (Revolutionary Mix by Gianni Bini) – 3:22
3. Emozioni (Trancesual Dub Mix by Mixandra) – 6:12
4. Emociones – 3:16
5. Tribute to Michael Jackson – 10:05 – sostituito poi da Can You Feel It (mi corazon) – 3:16

Can You Feel It
1. Can You Feel It (mi corazon) (Revolutionary Mix by Gianni Bini) – 3:24
2. Can You Feel It (mi corazon) (Ahdrenalin Mix by Marco Bastianon & DJ Mixandra) – 9:20
3. Emociones (Revolutionary Mix by Gianni Bini) – 3:23
4. Can You Feel It (mi corazon) (Spanglish Deep Mix by Dj Mixandra) – 7:20